# Сатфин-бульвар (линия Джамейка, Би-эм-ти)
Сатфин-бульвар (англ. Sutphin Boulevard) — бывшая станция Нью-Йоркского метрополитена, входившая в состав линии Джамейка. Территориально станция находилась в Куинсе, в округе Джамейка, на пересечении Джамейка-авеню с Сатфин-бульваром. На момент закрытия станция обслуживалась единственным маршрутом — J, который работал здесь круглосуточно.
Решение о закрытии этого участка линии было принято из-за нового проекта BMT Archer Avenue Line. Сама конструкция уже не эксплуатировавшейся станции простояла ещё два года и только в 1979 году была разобрана. На замену этой станции была открыта подземная станция BMT Archer Avenue Line Сатфин-бульвар — Арчер-авеню — Аэропорт имени Джона Кеннеди, которая функционирует и сегодня. Некоторое время соседняя к западу станция (Куинс-бульвар) ещё работала, тогда как эта станция была уже закрыта.
Станция представляла собой две боковых платформы и два пути. Между путями существовало пространство для третьего пути, который не был проложен. Имела выход к перекрёстку Джамейка-авеню и Сатфин-бульвара, по которому и названа.

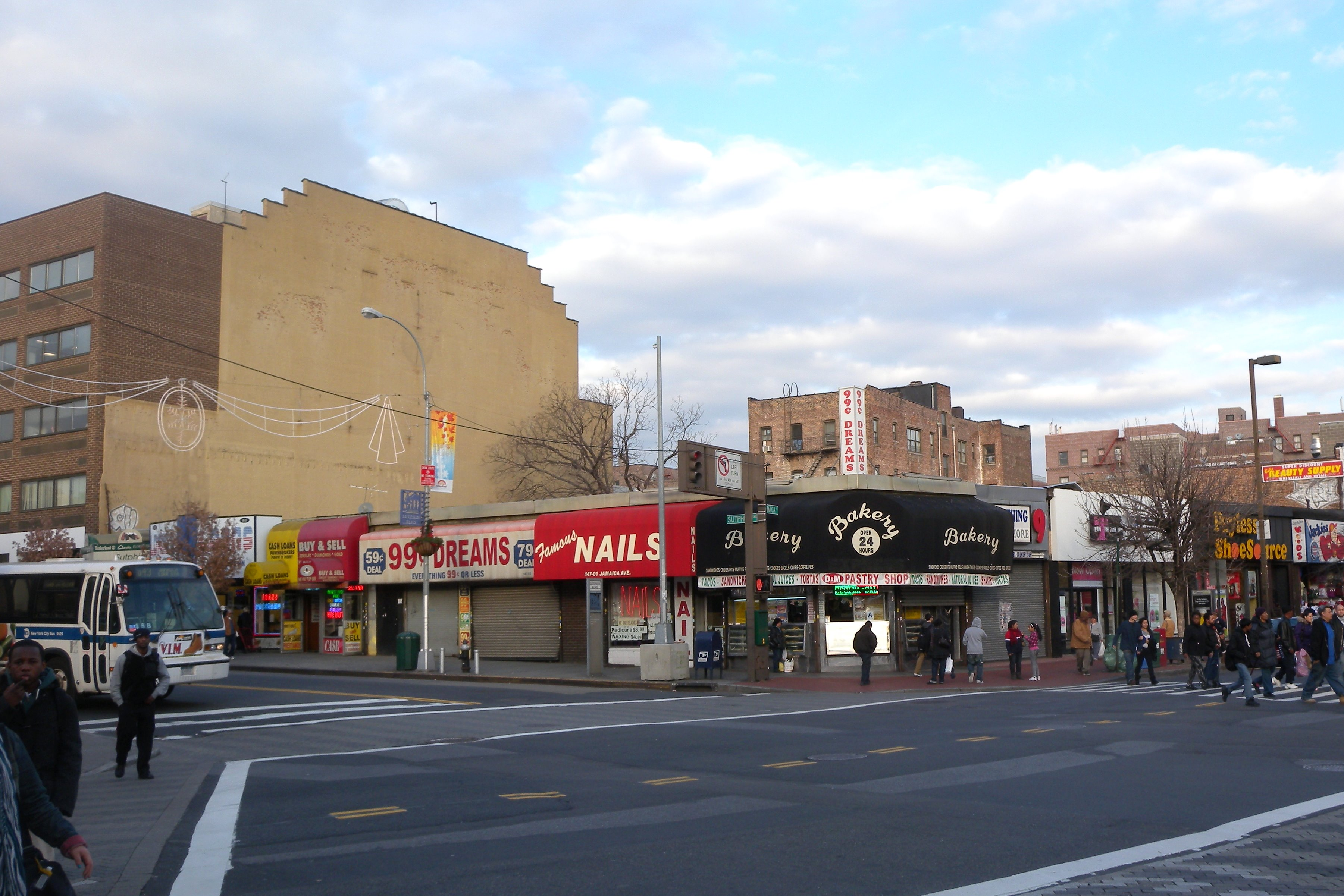
Перекрёсток, где раньше располагалась станция. Фото декабря 2011 года